# Skrajnik rufowy
Skrajnik rufowy, achterpik lub inaczej afterpik – pomieszczenie lub fragment wnętrza kadłuba zajmujące rufową część jednostki pływającej. Pojęcie to może oznaczać przedział kadłuba pomiędzy końcem rufy a najbliższym jej poprzecznym elementem konstrukcyjnym lub może to być pierwsze większe pomieszczenie od strony rufy lub też ostatni z trzech głównych obszarów wnętrza kadłuba. Skrajnik rufowy może być przykryty pokładem rufowym lub podłogą kokpitu.
Na mniejszych jednostkach skrajniki rufowe w postaci dużych pomieszczeń są spotykane znacznie rzadziej od analogicznych w skrajnikach dziobowych. Czasami nie ma ich w ogóle, a kadłub jednostki kończy się wydłużonym kokpitem. Natomiast, jeśli takie pomieszczenie występuje, jest ono szersze, za to krótsze i niższe od tego w części dziobowej.

## Skrajnik jako przedział
Skrajnik rufowy może oznaczać pierwszy przedział kadłuba od strony rufy. Na większych statkach jest to wtedy pomieszczenie pomiędzy tylnicą lub pawężą a najbliższą grodzią, natomiast na mniejszych jednostkach, np. jachtach znajduje się pomiędzy końcem kadłuba a ostatnią obręczą wręgową. Może być wtedy niewielkim pomieszczeniem lub schowkiem wykorzystywanym do przechowywania różnych rzeczy. Jego wielkość jest pomniejszona dodatkowo o obudowy wałów śrubowych i mechanizmów sterowych. Na mniejszych jednostkach może to być również niezatapialna komora wypełniona w całości pianką poliuretanową lub nawet zajęta przez szczelnie zamknięty pojemnik wypełniony powietrzem, choć stosuje się to rzadziej niż w komorach dziobowych.

## Skrajnik jako pomieszczenie
Na mniejszych jednostkach np. na jachtach skrajnik rufowy nazywany jest achterpikiem i może oznaczać schowek na rufie, albo też może być nazwą ostatniego dużego pomieszczenia wewnątrz jednostki. Wtedy pomieszczenie to jest połączone przejściem z resztą pomieszczeń kabiny lub posiada wyjście do kokpitu. Od góry może prowadzić do niego oddzielny właz zwany achterlukiem. W takim achterpiku może być urządzony przedział maszynowy, zainstalowany kingston, kambuz, magazyn bosmański, magazyn prowiantowy, rzadziej pomieszczenie mieszkalne oraz mogą być tam przechowywane rzeczy, które z racji swojego ciężaru umieszcza się raczej z tyłu niż z przodu jednostki (z wyjątkiem kotwicy), takie jak: butle gazowe, akumulatory itp.

## Skrajnik jako obszar
Na mniejszych jednostkach achterpikiem nazywana jest czasami wręcz jedna z trzech głównych przestrzeni wnętrza kadłuba (pozostałymi są wtedy forpik oraz śródokręcie).